# Relaciones Andorra-Israel
Las relaciones Andorra-Israel son las relaciones diplomáticas entre el Principado de Andorra y el Estado de Israel. Israel no tiene embajador en Andorra, y el embajador israelí en España también sirve como embajador no residente en Andorra.

## Historia
Las relaciones entre los dos países se establecieron el 13 de abril de 1994, después de que Andorra estableciera relaciones diplomáticas en 1993, y que en 2017 se desempeñara Andrea Daniel Kutner como embajadora de Israel.
Los lazos entre los dos países se expresan principalmente en las áreas de turismo y cultura, y los turistas israelíes no necesitan una visa de entrada al ingresar a Andorra.